# Eddie Gale
Eddie Gale (15. srpna 1941 Brooklyn, New York, USA – 10. července 2020) byl americký jazzový trumpetista. Studoval u Kenny Dorhama. Mezi hudebníky se kterými spolupracoval, patří například Cecil Taylor, Sun Ra, Larry Young, Elvin Jones, John Coltrane, Jackie McLean, Booker Ervin nebo Illinois Jacquet.
Zemřel v roce 2020 ve věku 78 let.

## Diskografie

### Sólová alba
- 1968: Ghetto Music
- 1969: Black Rhythm Happening
- 1992: A Minute with Miles
- 2004: Afro Fire
- 2007: Joint Happening

### Ostatní
Sun Ra
- 1978: Lanquidity

Cecil Taylor
- 1966: Unit Structures

Larry Young
- 1969: Of Love and Peace